# Huaorani
Huaorani (Waorani, Wao, Auca), ratoborna skupina američkih Indijanaca nastanjena u bazenu Amazone na istoku Ekvadora u provincijama Napo i Pastaza. Teritorij Huaorana prostire se na oko 20,000 četvornih kilometara kišne šume gdje se bave poglavito lovom na majmune i ptice. Njihov jezik, huao terero, nesrodan je svim ostalim jezicima pa su klasificirani u samostalnu porodicu sabelan. Na glasu su kao neustrašivi ratnici koji su živjeli u konstantnim ratovima, i koje su Inke nazivali Auca,  'stanovnici džungle, divljaci' . Sami sebe oni nazivaju Huaorani, riječ koja označava ljude ili ljudska bića, a sve ostale zovu cowode, ili ne-ljudi.

## Lokalne skupine i populacija
- Provincija Napo, na rijekama Shiripuno (pritoka rijeke Cononaco) i gornja Tigüino, južna granica provincije Napo (populacija prema Laura Rival za 1990. godinu:
  - a) Kanton Tena.
    - (a) Ñihuari, Quehuere Ono, Shiripuno i pritoke, 105.
    - (b) Tigüino, na istoimenom gornjem toku.
    - (c) Dayuno, gornja río Nushiño,  91.

  - b) kanton Aguarico, sjeverno od rijeke Cononaco i južno od rijeka Yasuni (pritok Napoa), Nushiño (pritok Coconacoa), 
    - (a) Gazarcocha, zapadno od río Yasuní, 65.,
    - (b) Quemperi, između rijeka Nashiño i Cononaco 16.
    - (c) Mima, srednji tok rijeke Cononaco. 19
    - (d) Carahue, trijeka Cononaco, istočno od ušća rijeka Shiripuno i Tigüino 23;
- Provincija Pastaza, u istoimenom kantonu:
  - Toñampari, gornji Curaray. 242
  - Quenahueno, uzvodno od skupine Toñampari,78
  - Zapino, istoimena rijeka, nešto prije njenog ušća u Curaray i srednji i donji tok rijeke Nushiño, 72.
  - Tihueno, gornji tok istoimene rijeke, južno od skupine Quenahueno. 66.
  - Damuintaro, istočno od skupine Huamono. 62
  - Quihuaro, na istoimenoj rijeci, jugozapadno od skupine Huamono. 131
  - Bocaro, zapadno od skupine Quihuaro. 38.
  - Huamono, na rijeci Nushiño, 52.
  - Tigüino, gornja Tigüino, sjeverno od skupine Huamono.
  - Tagaeri, između rijeka Cachiyacu (pritoka Cononano) i Curaraya. 50.

## Kultura
Huaorani su otkriveni prije kojih pedesetak godina, a njihova kultura bila je lovačko-sakupljačka. Bili su organizirani po malenim skupinama koje su lutale između rijeka Napo i Curaray, a njihov teritorij bio je 3 puta veći nego danas. odjeća Huaorana sastoji se tek od svežnja ogrlica i uskog pojasa oko donjeg dijela trbuha. Kao lovci koriste se serbatanom, puhaljkom i kopljima dugima 2,5-3 metra, učinjenih od drveta chonta. 

## Vanjske poveznice
- Huaorani
- The Waorani Nation